# Люй Юэ
Люй Юэ (кит. упр. 吕文;, пиньинь Lü Yue; род. 1 декабря 1957, Тяньцзинь, КНР) — китайский кинооператор и режиссёр. Один из представителей «пятого поколения» китайского кино.

## Биография
Родился 1 декабря 1957 года в Тяньцзине. В 1982 году окончил Пекинскую киноакадемию по специальности «кинооператор».

## Карьера
На сегодняшний день Люй является одним из лучших кинооператоров современного китайского кинематографа, а также хорошо известен своим сотрудничеством с Чжан Имоу, совместно с которым снял три картины «Жить», Шанхайская триада» и Сохраняй спокойствие». За работу над фильмом «Шанхайская триада» был номинирован на премию «Оскар». Также он поработал с другими режиссёрами пятого поколения, такими как Тянь Чжуаньчжуан («На охотничьих угодья»), а также с режиссерами старшего поколения, например Хуан Шуцинь (для фильма 1994 года «Душа, преследуемая живописью»). Также был главным оператором в режиссерском дебюте актрисы Джоан Чэнь «Сю Сю: Сосланная», где также исполнил небольшую роль отца главной героини.
Люй также снял несколько фильмов как режиссер; например, его дебютный фильм «Господин Чжао» был хорошо принят зрителями и получил "Золотого леопарда" на Кинофестивале в Локарно.

## Фильмография

### Операторские работы
- 1984: В охотничьих угодьях (реж. Тянь Чжуанчжуан)
- 1987: Замок Будды (реж. Хо Йим)
- 1994: Душа живописца (реж. Чжан Имоу, Хуан Шуцинь)
- 1994: Жить (реж. Чжан Имоу)
- 1995: Шанхайская триада (реж. Чжан Имоу)
- 1997: Сохраняй спокойствие (реж. Чжан Имоу)
- 1998: Сю Сю: Сосланная (реж. Джоан Чэнь)
- 1999: Прекрасный новый мир (реж. Ши Жуньцзю)
- 2000: Красивая мама (реж. Сунь Чжоу)
- 2000: Секрет черного Будды (ТВ) (реж. Рональд Айкхорн)
- 2002: На другом конце моста (реж. Ху Мэй)
- 2003: Легенда озера духов (реж. Ли Гван-хун)
- 2007: Во имя чести (реж. Фэн Сяоган)
- 2008: Битва у Красной скалы (реж. Джон Ву)
- 2008: Нечестных прошу не беспокоить (реж. Фэн Сяоган)
- 2009: Битва у Красной скалы 2 (реж. Джон Ву)
- 2010: Землетрясение (реж. Фэн Сяоган)
- 2010: Нечестных прошу не беспокоить 2 (реж. Фэн Сяоган)
- 2012: Вспоминая 1942 (реж. Фэн Сяоган)

### Режиссёрские работы
- 1987: Нуцзян, потерянная деревня
- 1998: Господин Чжао
- 2003: Листва
- 2006: Тринадцать деревьев
- 2007: Неясность
- 2013: Одно измерение
- 2018: Потерянная